# Коронавірусна хвороба 2019 у Чаді
Коронаві́русна хворо́ба 2019 у Ча́ді — розповсюдження пандемії коронавірусу територією Чаду.
Перший випадок появи коронавірусної хвороби було виявлено на території Мозамбіку 19 березня 2020 року.
Станом на 24 березня 2020 року, нових випадків інфікування виявлено не було.

## Хронологія
19 березня влада Чада повідомила про перший випадок виявлення хвороби, інфікованим виявився марокканень, котрий прилетів із Дуали (Камерун).

## Запобіжні заходи
З 16 березня уряд Чаду закрив свої кордони та скасував усі авіарейси в країну терміном на 2 тижні, крім вантажних рейсів.
Також у Нджамені було зачинено школи, бари та ресторани. Також було заборонено всі заходи де планувалося зібрання понад 50 осіб. Заклади культури і мечеті також було зачинено.